# Sport nedjeljom
Sport nedjeljom je hrvatska sportska emisija koja se bavi aktualnim sportskim temama s ciljem promicanja vrijednosti hrvatskog sporta. 

## O emisiji
U emisiji sudjeluju poznate osobe iz svijeta sporta, ali i sportaši koji nemaju prilike predstaviti svoja dostignuća i uspjehe drugdje. Naglasak je na najznačajnije hrvatskim klubovima i savezima, kao što su GNK Dinamo, HNK Hajduk, NK Rijeka, NK Osijek, KK Cibona, KK Split, KK Zadar, KK Cedevita, KK Zagreb, HAVK Mladost, VK Primorje, PK Jug i RK Zagreb
Osim najvišeg ranga nogometa, emisija prati i drugi i treći rang hrvatskog nogometa te pomlatke nogometnih klubova. Isto tako prate rad, djelovanje i razvojni put sportašica i sportaša ostalih sportova kao što su jedriličari, streličari, streljaši, judaši, hrvači, karataši i plivači.

## Voditelji
Urednik i voditelj emisije je Ante Breko. 
U periodu od 2008. do 2010. godine, suvoditelj je bio Dejan Laninović, dok je od početka emitiranja do danas bilo 13 suvoditeljica: Tina Živković, Barbara Županić, Andrea Hitner, Tamara Šopar, Tihana Zrnić, Marija Bjelivuk, Maria Horvat, Marina Parlov Buljubašić, Magdalena Bokanović, Edita Marenić, Anatea Brezinščak, Nicol Brekalo i Lana Banely.

## Emitiranje
Emisija je s emitiranjem krenula 2006. godine na Z1 Televiziji, a od 2018. do 2023. na Sportskoj Televiziji te se još emitira i na ostalim TV kućama (MAXSport, Televizija Zapad, Trend TV, Televizija Slavonije i Baranje, Slavonskobrodska televizija, Televizija Jadran, Kanal Ri, TV Diadora, GP1 TV i Radiotelevizija Herceg-Bosne).  
Bila je prije emitirana i na Srce TV, RiTV, VOX TV, K5 Split, Osječka TV, Vinkovačka TV i Šibenik TV.
Prvih 13 godina, emisija se emitirala nedjeljom u 13:30 sati na kanalu Z1, da bi prelaskom na Sportsku televiziju s emitiranjem kretala u 17 ili 20 sati. Od početka 2021. do kraja 2022. godine. emisija se vraća u svoj prepoznatljivi od 13:30 sati.
U rujnu 2024. godine emisija je započela s emitiranjem svoje 19. sezone.
Tijekom 19. godina emitiranja su ugostili više od 3000 sportaša, sportskih djelatnika te snimili više od 5000 reportaža iz zemlje i inozemstva. 

## Ostali suradnici emisije
Producent emisije je Vlado Turković, scenograf Damir Kišić, redatelj Milan Rosan, a u emisiji je sudjelovao i Jozo Babić kao vanjski suradnik emisije.

## Nagrade
- 2008. godine – nagradu za najbolju sportsku emisiju u izboru Nezavisne udruge televizija

- 2016. godine – nagrada za najbolju sportsku emisiju u izboru Zbora sportskih novinara[5]

- 2016. godine – nagrada Hrvatskog paraolimpijskog odbora za promicanje (iznimno medijsko praćenje) sporta osoba s invaliditetom[5]

- 2017. godine – gradonačelnik grada Zagreba Milan Bandić, emisiji je uručio Medalju Grada Zagreba[6]

- 2017. godine – Hrvatski olimpijski odbor emisiju je nagradio plaketom najboljih promicatelja hrvatskog športa[7]

## Vanjske poveznice
- Službena stranica
- Sport nedjeljom (kanal) na YouTubeu
- Sport nedjeljom (kanal) na YouTubeu 2011.
- Službena stranica na Facebooku
- Službena stranica na Tik toku